# Dehydrocyclisierung
Unter Dehydrocyclisierung versteht man die katalytische Bildung von Aromaten aus Alkanen unter Freisetzung von Wasserstoff, etwa beim katalytischen Reforming. 

## Reaktion
Die katalytische Bildung von Toluol aus Heptan läuft an zwei verschiedenen katalytischen Zentren an. An den Säurezentren läuft bevorzugt die Cyclisierung ab, an den Metallzentren die Dehydrierungsreaktionen.
Cyclisierung von n-Heptan zu Methylcyclohexan bzw. 1,2-Dimethylcyclopentan:
Dehydrierung von Methylcyclohexan zu Toluol:
Die Gesamtreaktion der Cyclisierung von n-Heptan zu Toluol läuft wie folgt ab: 